# Ricardo Santos (futbolista)
Ricardo Santos (nacido el 13 de febrero de 1987) es un futbolista brasileño que se desempeña como delantero.
Jugó para clubes como el Boavista, Kalmar FF, Åtvidabergs FF, Jönköpings Södra IF, Djurgårdens IF, Sogndal, Cerezo Osaka y Fagiano Okayama.

## Trayectoria

### Clubes
| Club                | País      | Año         |
| ------------------- | --------- | ----------- |
| Boavista            | Brasil    | 2006        |
| Kalmar FF           | Suecia    | 2007 - 2011 |
| Åtvidabergs FF      | Brasil    | 2008        |
| Jönköpings Södra IF | Suecia    | 2009        |
| Djurgårdens IF      | Suecia    | 2012        |
| Sogndal             | Noruega   | 2012 - 2013 |
| Åtvidabergs FF      | Suecia    | 2013 - 2014 |
| Beijing Renhe       | China     | 2015        |
| Cerezo Osaka        | Japón     | 2016 - 2017 |
| Fagiano Okayama     | Japón     | 2018        |
| Chainat Hornbill    | Tailandia | 2019        |
| Trat                | Tailandia | 2020 - 2021 |
| Uthai Thani         | Tailandia | 2021 - 2025 |